# Californische zeeleeuw
De Californische zeeleeuw (Zalophus californianus) is een zeeleeuw die voorkomt langs de Pacifische kust van Noord-Amerika. Het is een vrij intelligente soort, die ook in de buurt van mensen voorkomt en eenvoudig te dresseren is. Hij is hierdoor regelmatig te zien in dolfinaria en dierentuinen. Naast de Galápagoszeeleeuw (Z. wollebaeki) en de uitgestorven Japanse zeeleeuw (Z. japonicus) behoort de Californische zeeleeuw tot het geslacht Zalophus; de drie soorten worden soms als ondersoorten van Zalophus californianus gezien.

## Kenmerken

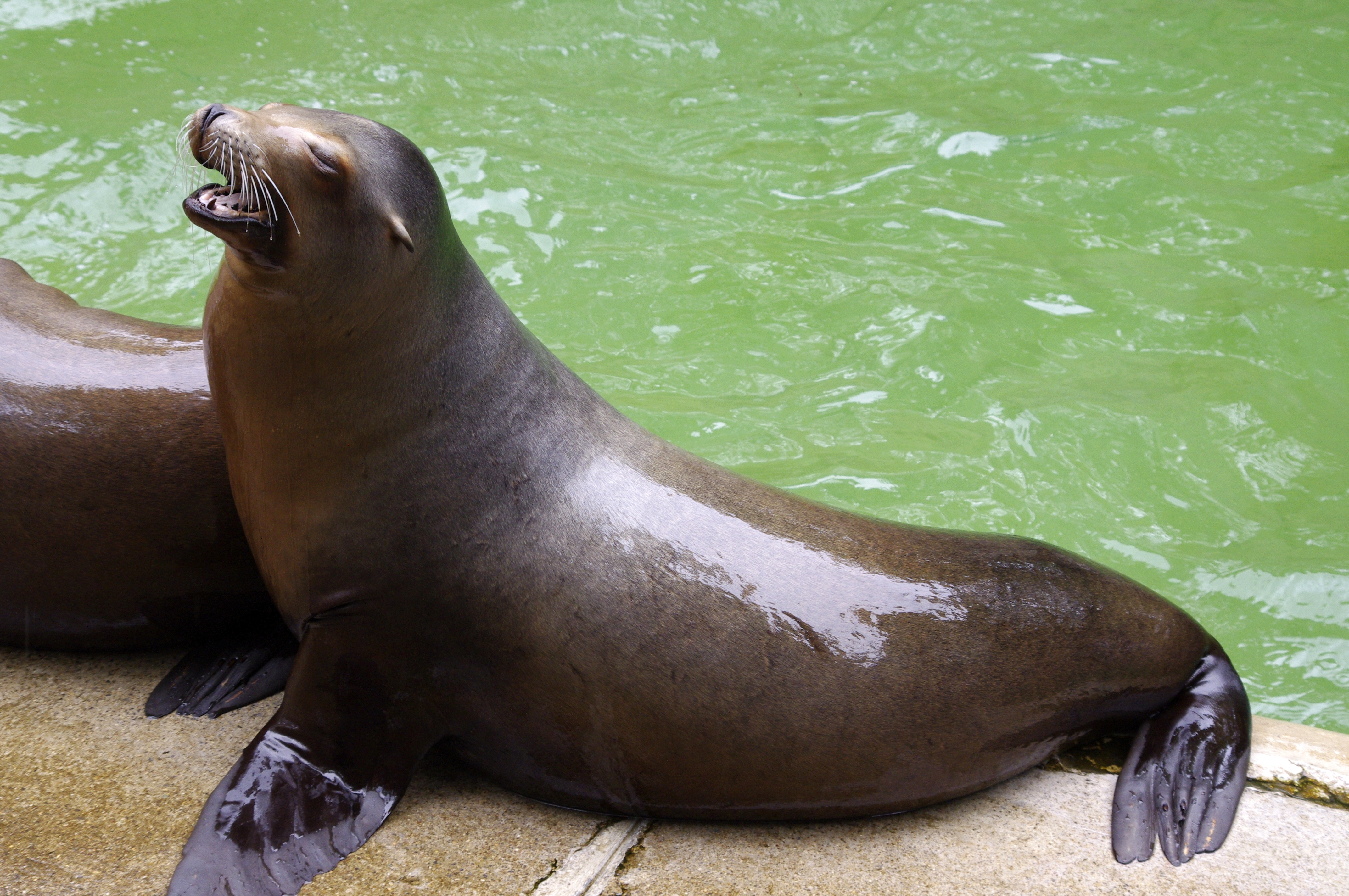
Californische zeeleeuw

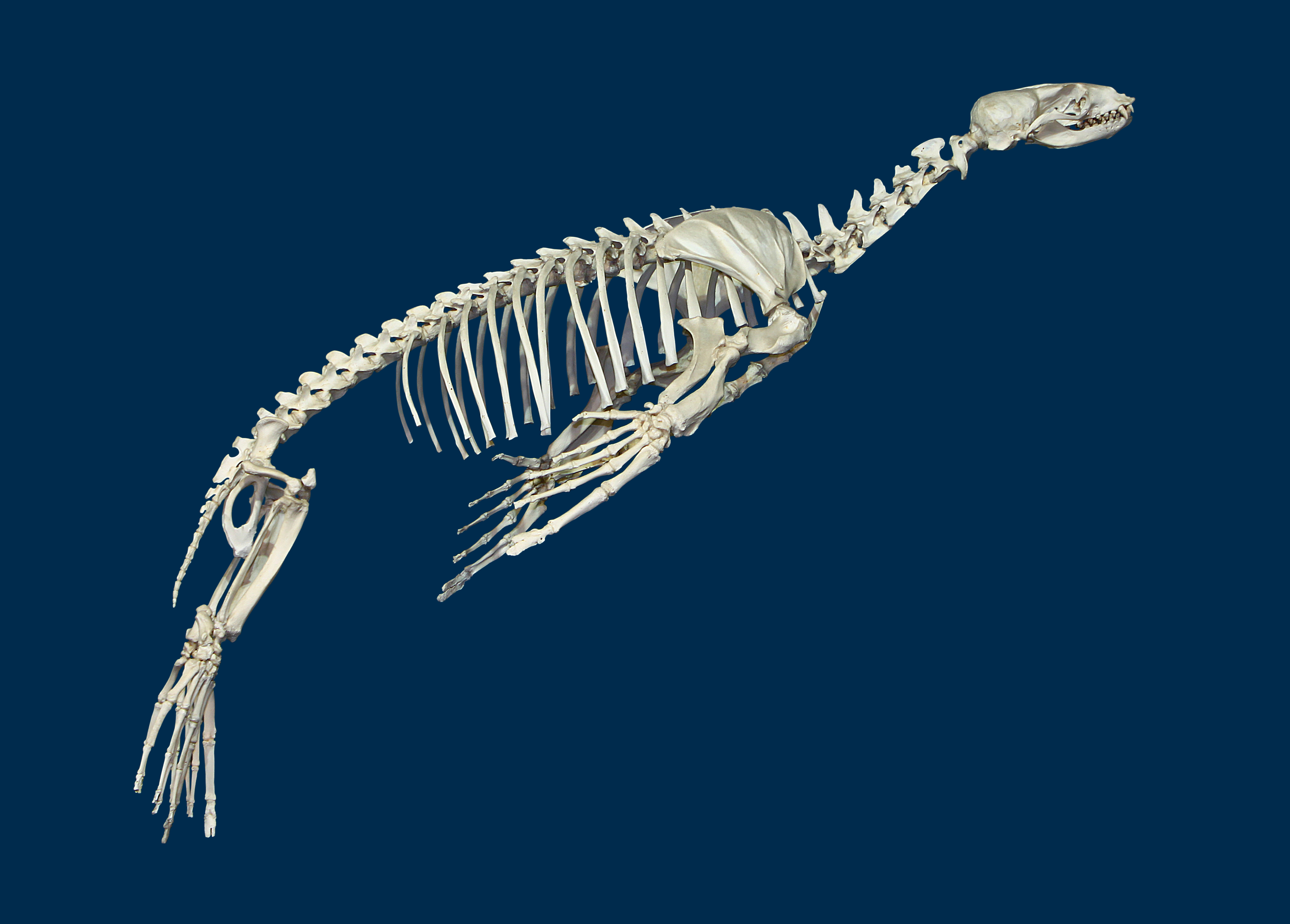
Skelet

De Californische zeeleeuw is een middelgrote oorrobbensoort. De vacht van mannetjes is donker chocoladebruin van kleur, alhoewel sommige mannetjes licht blijven op de kop en rond de snuit, en op de flanken, de achterzijde en de buik. De vacht van vrouwtjes en juveniele dieren is geelbruin. Nat lijkt de vacht zwart van kleur. Het gezicht is lichter van kleur, en wordt bij mannetjes bleker naarmate hij ouder wordt. Het mannetje heeft dikke zwarte manen, die bij het vrouwtje ontbreken. De manen zijn echter niet zo dik als bij de Stellerzeeleeuw en de manenrob. De kop is kegelvormig en eindigt spits. Hij wordt gedragen door een lange, krachtige, beweeglijke hals. De oorschelpen zijn klein. De voorpoten zijn krachtig in vergelijking tot de achterpoten. Nagels zitten enkel aan de tweede, derde en vierde teen van de achterpoten, de voorpoten zijn nagelloos.
Mannetjes zijn veel groter dan vrouwtjes. Het mannetje kan 200 tot 390 kg zwaar worden en een lengte van 2 tot 2,4 m bereiken. Het vrouwtje wordt 45 tot 110 kg zwaar en 1,5 tot 2 m lang. Een volwassen mannetje heeft een verdikking van de schedel op zijn kop, de voorhoofdsbult. De soort dankt daar zijn wetenschappelijke naam aan. Lophus is Grieks voor voorhoofd en het voorvoegsel za- benadrukt wat erachter komt. Deze voorhoofdsbult ontbreekt bij vrouwtjes en jongere mannetjes.
De kiezen en valse kiezen zijn niet van elkaar te onderscheiden en hebben een enkele, kegelvormige punt. Drie snijtanden zitten in iedere zijde van de bovenkaak, twee in die van de onderkaak.

### Zintuigen
De oogbol van de Californische zeeleeuw is groot. Het gezichtsvermogen van de Californische zeeleeuw is middelmatig. Hij is boven water astigmatisch: de bolling van het hoornvlies in het horizontale vlak verschilt van die in het verticale vlak, waardoor de zeeleeuw boven water niet scherp ziet. Boven water is hij enkel gevoelig voor scherpe contouren en plotselinge bewegingen. Onder water kan hij veel beter zien, doordat de hoornvlies dezelfde brekingsfactor heeft als het water. Met behulp van het zicht jaagt hij op zijn prooidieren.
Het gehoor is waarschijnlijk sterker ontwikkeld. Harde roepen vormen het belangrijkste communicatiemiddel. Ook de reuk is goed ontwikkeld, alhoewel hij waarschijnlijk weinig gebruikt wordt. Vrouwtjes herkennen hun jongen, en mannetjes ontdekken er bronstige vrouwtjes mee. De tast is eveneens gevoelig. De snorharen zijn stevig en zeer beweeglijk. De snorharen spelen een belangrijke rol bij sociale contacten. Bij ontmoeting raken dieren elkaar altijd eerst aan met de snorharen.

## Voortbeweging
Net als andere zeeleeuwen, maar in tegenstelling tot zeehonden, kan de Californische zeeleeuw zich goed over het land voortbewegen. Hij kan zich van de grond opheffen op zijn voor- en achterpoten. Hij steunt hierbij op de pols- en enkelgewrichten, niet op de voetzolen. De vier poten worden om beurten gebruikt bij het lopen. Doordat de achterpoten slechts beperkt beweeglijk zijn, kromt bij iedere stap de wervelkolom zijdelings. Tijdens het lopen schommelt de kop en de hals om het zwaartepunt van het lichaam tegenover de bewegende poot te brengen. In galop wordt de kop verticaal gehouden.
De Californische zeeleeuw kan zich over land snel voortbewegen. De maximale snelheid wordt geschat op 25 tot 30 km per uur. Over moeilijk terrein zoals gladde rotsen verplaatst hij zich vermoedelijk sneller dan een mens.
De zeeleeuw is in het water zeer beweeglijk. In tegenstelling tot zeehonden zwemmen zeeleeuwen met behulp van hun voorpoten. De achterpoten dienen als roer. De voorpoten maken eerst een draaiende beweging, gaan dan naar elkaar toe, en richten zich daarna achterwaarts om zich voort te stuwen. Hierna draaien de voorpoten zich weer naar de beginpositie. Deze cyclus duurt slechts een halve tot een seconde.
Als de zeeleeuw snelheid wil maken, zwemt hij als een bruinvis: hij komt geregeld boven het wateroppervlak in een boogvorm, en duikt daarna weer opnieuw onder. Men heeft groepen van vijf tot twintig dieren gezien, die zo achter elkaar zwommen. De maximumsnelheid die hij op deze manier kan bereiken, is bijna 30 km per uur.
Hij kan tot 137 m diep duiken en twintig minuten lang onder water blijven.

## Gedrag
De Californische zeeleeuw is een sociale soort, die ook buiten het voortplantingsseizoen in los groepsverband leeft. Deze groepen kennen geen stabiele organisatie als een hiërarchie. Het sociale instinct van de soort zorgt ervoor dat Californische zeeleeuwen op de kust zeer dicht op elkaar liggen. Bij verstoring, zoals de verschijning van een groot dier, verandering van het weer of een onbekend geluid, vluchten alle dieren tegelijk het water in.
De Californische zeeleeuw besteedt het grootste deel van de tijd aan slapen. Over het algemeen ligt hij lang uitgestrekt, meestal met hun kop op het lichaam van een andere zeeleeuw, maar hij kent ook andere rusthoudingen. Ze kunnen bijvoorbeeld ook staand slapen, rustend op de voorpoten met de neus in de lucht. Soms slaapt hij zelfs in zee, dicht bij de kust. Hij ligt dan op een zij, met een vinpoot opgeheven.

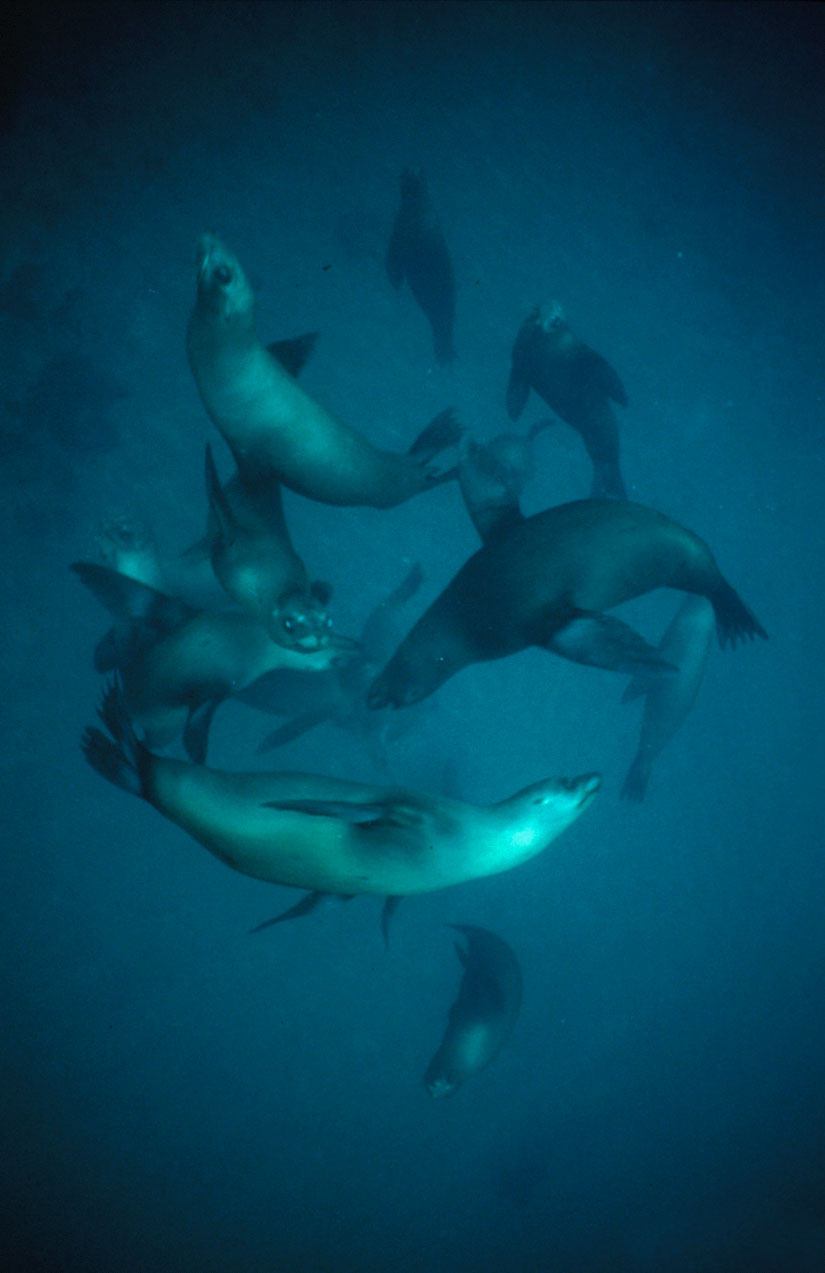
Een groep Californische zeeleeuwen speelt onder water.

De zeeleeuw brengt een groot deel van de dag in zee door. Hij zoekt de zee op voor voedsel, maar ook voor afkoeling en om in te spelen. Tijdens het spel achtervolgen zeeleeuwen elkaar, laten ze zich meevoeren op de golven of maken ze pirouettes om elkaar heen. Ook gooien ze objecten op uit het water, om deze weer met de snuit op te vangen.

### Voedsel
De Californische zeeleeuw gaat 's nachts op jacht. Hij jaagt in het water op koppotigen als pijlinktvissen en octopussen en verscheidene soorten vissen, waaronder ansjovis, haring, zalm, Pacifische heek, jonge gestreepte zeebaars, gevlekte makreel en regenboogforel. Daarnaast jaagt hij ook op schelpdieren als mosselen en zeeoren, zeevogels als alkachtigen en op kreeftachtigen, en soms grijpt hij het jong van een noordelijke zeebeer. Hij jaagt meestal alleen. Bij het jagen op een grote school vissen of pijlinktvissen werkt de zeeleeuw samen met andere zeeleeuwen, soms ook met bruinvissen of een andere diersoort.
De Californische zeeleeuw is zeer beweeglijk onder water, en kan gemakkelijk van richting veranderen. Kleinere prooien slikt hij direct in, grotere bijt hij eerst aan het wateroppervlak in stukken.
De Californische zeeleeuw duikt tijdens de jacht minder diep dan een zeehond. Een duik duurt gemiddeld twee tot drie minuten, maximaal twaalf, en gaat niet dieper dan 26 tot 74 m. Grotere dieren kunnen langer duiken dan kleinere, doordat ze meer zuurstof kunnen opslaan.

### Voortplanting
De zeeleeuw plant zich op land voort. De paartijd duurt van mei tot augustus, september. In het voorjaar komen alle mannetjes  aan land, waarna ze, in afwachting van de vrouwtjes, zich langs de vloedlijn verdelen. In deze periode zijn mannetjes zeer agressief. Ieder mannetje verdedigt zijn territorium, een klein stukje strand die tien tot vijftien meter van andere territoria af ligt. Zo'n territorium wordt een rookery genoemd. De mannetjes zonder territorium verzamelen zich op aparte stukken strand, de zogenaamde hauling grounds.  Zeeleeuwen leven in harems, en ieder mannetje zal proberen om zo veel mogelijk vrouwtjes om zich heen te verzamelen. Gemiddeld heeft een mannetje veertien vrouwtjes in zijn harem. Dit is echter geen vaste harem: vrouwtjes houden zich niet aan territoriumgrenzen en het mannetje doet geen pogingen de vrouwtjes bij elkaar te houden.
Zodra een mannetje een territorium heeft veroverd, verdedigt hij hem fel tegen andere mannetjes. Indringers worden soms voor korte tijd getolereerd, maar meestal probeert de harembaas de indringer weg te jagen door met zijn kop te schudden en harde geluiden te maken. Als de indringer niet geïmponeerd is, werpt de harembaas indringende blikken naar hem toe, om ten slotte in een gevecht te eindigen. Bij deze gevechten proberen de dieren in elkaars voorpoten te bijten.
De grenzen van het territorium liggen niet vast en worden niet afgebakend, waardoor de grootte van het territorium per moment kan verschillen. Tijdens het zwaartepunt van de paarperiode, in juni en juli, verdedigt de harembaas zijn territorium het felst. Hij komt dan niet aan eten toe, en kan soms wel zeventig dagen lang vasten. In deze periode leeft hij van zijn opgebouwde vetlaag. De grootste mannetjes met de dikste vetlaag kunnen dus hun territorium het beste verdedigen. Minder sterke mannetjes lopen een grote kans uit hun territorium gejaagd te worden. Het komt regelmatig voor dat een territorium iedere twee weken in de handen komt van een ander mannetje.

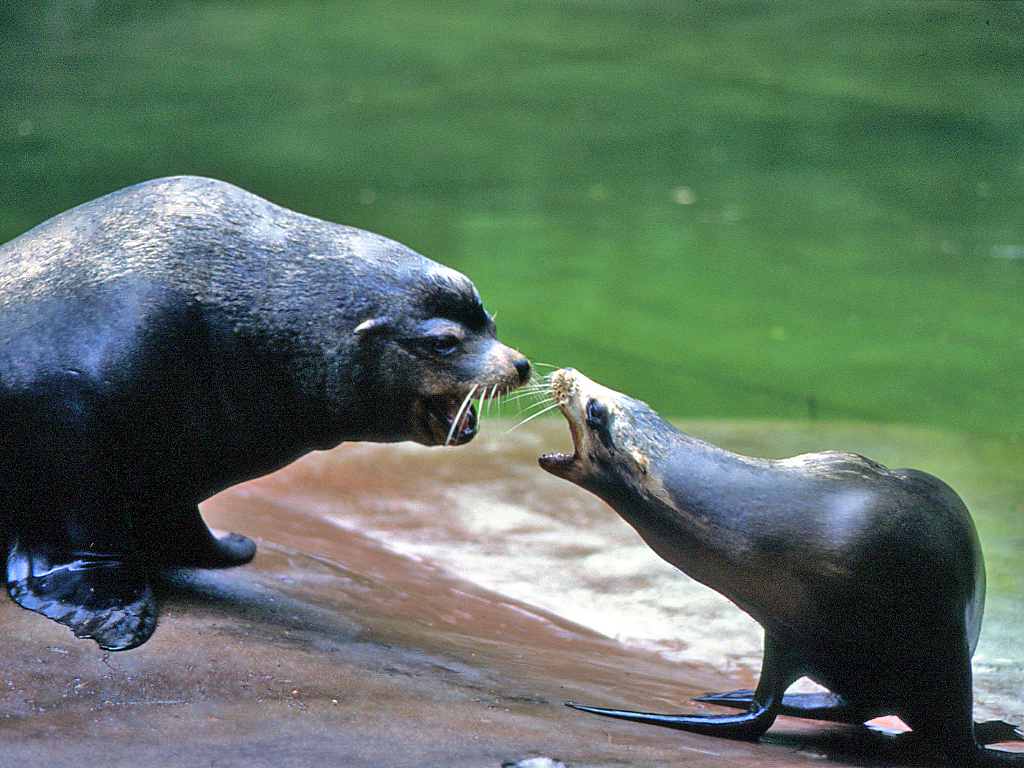
Mannetje (links) en vrouwtje (rechts)

Als het vrouwtje naar het voortplantingsgebied gaat, is zij nog drachtig van vorig jaar. Het vrouwtje vestigt zich meestal een dag voor de worp in de rookery. Vier dagen tot twee weken na de worp wordt het vrouwtje bronstig. Het vrouwtje maakt dit kenbaar aan het mannetje door zich voor hem op te richten, haar lichaam tegen hem aan te drukken, zich in kronkels te wringen en zich uit te rekken. Hierbij kijkt ze hem steeds aan. De paring kan zowel in het water als op het land plaatsvinden. Het duurt meer dan een uur, onderbroken door periodes van rust. Na de paring laten het mannetje en het vrouwtje elkaar weer met rust.
Aan het eind van de zomer, in augustus of september, verlaten de volwassen en halfwas mannetjes de rookery's en trekken noordwaarts tot Brits-Columbia, om pas in het voorjaar weer terug te keren. De vrouwtjes met jongen blijven het gehele jaar door rond de voortplantingsstranden, of trekken naar het zuiden. Vrouwtjes keren waarschijnlijk altijd weer terug naar het strand waarop ze geboren zijn.
De Californische zeeleeuw is na vier tot vijf jaar geslachtsrijp. Vrouwtjes planten zich meestal voort als ze vier jaar oud zijn, maar mannetjes krijgen pas de kans als ze groot genoeg zijn om een territorium te kunnen verdedigen.

#### Jongen
Het vrouwtje krijgt een jong na een draagtijd van 11 tot 11½ maanden, meestal in juni. Meestal krijgt een vrouwtje slechts een jong, tweelingen zijn zeldzaam. Bij de geboorte is het jong ongeveer 75 tot 80 cm lang en 6 tot 9 kg zwaar. De ogen zijn dan blauw. De zwartbruine geboortevacht verliest het jong na een maand. Het jong wordt met de kop naar voren geboren. De geboorte zelf duurt slechts twee tot drie minuten. Een pasgeboren jong zal eerst wat rillen, en probeert daarna zich voort te bewegen. Na enkele pogingen kruipt het jong al snel rond.
Het vrouwtje herkent haar jong aan de geur en het geluid: vreemde jongen zal ze niet bij zich dulden. Direct na de geboorte zal het moederdier haar jong besnuffelen en schoonlikken. Ze verwijdert restjes van de placenta uit zijn vacht en tilt het voorzichtig op met haar tanden. Een kwartier lang wisselen moeder en jong geluiden naar elkaar uit. Gedurende de rest van de dag wordt dit herhaald. Op deze manier leren ze elkaars geluid herkennen.
Op de dag van de geboorte vindt het jong de vier intrekbare tepels van zijn moeder. De melk van de moeder is zeer vet, het heeft een vetpercentage van 53%. Het jong wordt per keer dertig minuten lang gezoogd, waarbij hij regelmatig van tepel wisselt. De zoogperiode kan sterk variëren: van drie maanden tot een jaar, bij de geboorte van het volgende jong. Gemiddeld duurt de zoogtijd ongeveer acht maanden. Gedurende deze zoogperiode zal de jonge zeeleeuw ook leren vis te eten.
Het vrouwtje blijft de eerste drie tot acht dagen lichamelijk contact houden met het jong. Daarna zal de band minder sterk worden, totdat moeder en jong elkaar alleen opzoeken bij het zogen. De eerste keer dat het vrouwtje het jong alleen laat om te foerageren, blijft ze twee dagen weg, daarna drie of vier dagen. Bij terugkomst blijft de moeder dertig tot zeventig uur bij het jong, om daarna weer voedsel te zoeken. Dit patroon zet zich voort tot het jong gespeend wordt.
Het jong brengt de eerste tijd alleen door, maar na twee tot drie weken vormen de jonge zeeleeuwen groepjes. In zo'n groep ontwikkelt het dier zijn sociale gedrag en gaat het verschillende geluiden voortbrengen. Ook wordt er in een groep veel geslapen. Vanaf half juli zal de groep zich regelmatig in het water wagen. Het leven in een rookery is bijzonder gevaarlijk voor het jong, omdat de volwassen mannetjes meer aandacht schenken aan het verdedigen van het territorium dan aan de jongen. Af en toe wordt hierbij een jong verpletterd door het gewicht van een volwassen mannetje. De groepjes jongen bevinden zich daarom voornamelijk aan de rand van de rookery, waar de mannetjes zich minder territoriaal gedragen.

### Communicatie
De Californische zeeleeuw is zeer luidruchtig, en kent een grote verscheidenheid aan roepen. Een territoriale bul laat bijvoorbeeld voortdurend een luide, toeterende blaf horen. Het vrouwtje blaft en gromt tijdens agressieve ontmoetingen met andere vrouwtjes, en roept haar jong met een trillende huil. Het jong reageert hierop met een lamachtig gemekker. Moeder en jong herkennen elkaar aan hun roepen, die voor ieder dier uniek zijn.

### Verzorging
De Californische zeeleeuw poetst dagelijks aan land zijn vacht. Hij doet dit met behulp van de nagels aan zijn achterpoten, die dienen als kam. Als de zeeleeuw zijn vacht kamt, buigt hij zijn lichaam zo veel mogelijk naar achteren. Op deze manier kan hij twee derde van zijn lichaam poetsen. De kop en het achterlijf worden gepoetst met de voorpoten. De zeeleeuw verzorgt ook zijn vacht door langs rotsen of andere zeeleeuwen te schuren.

## Verspreiding en leefgebied

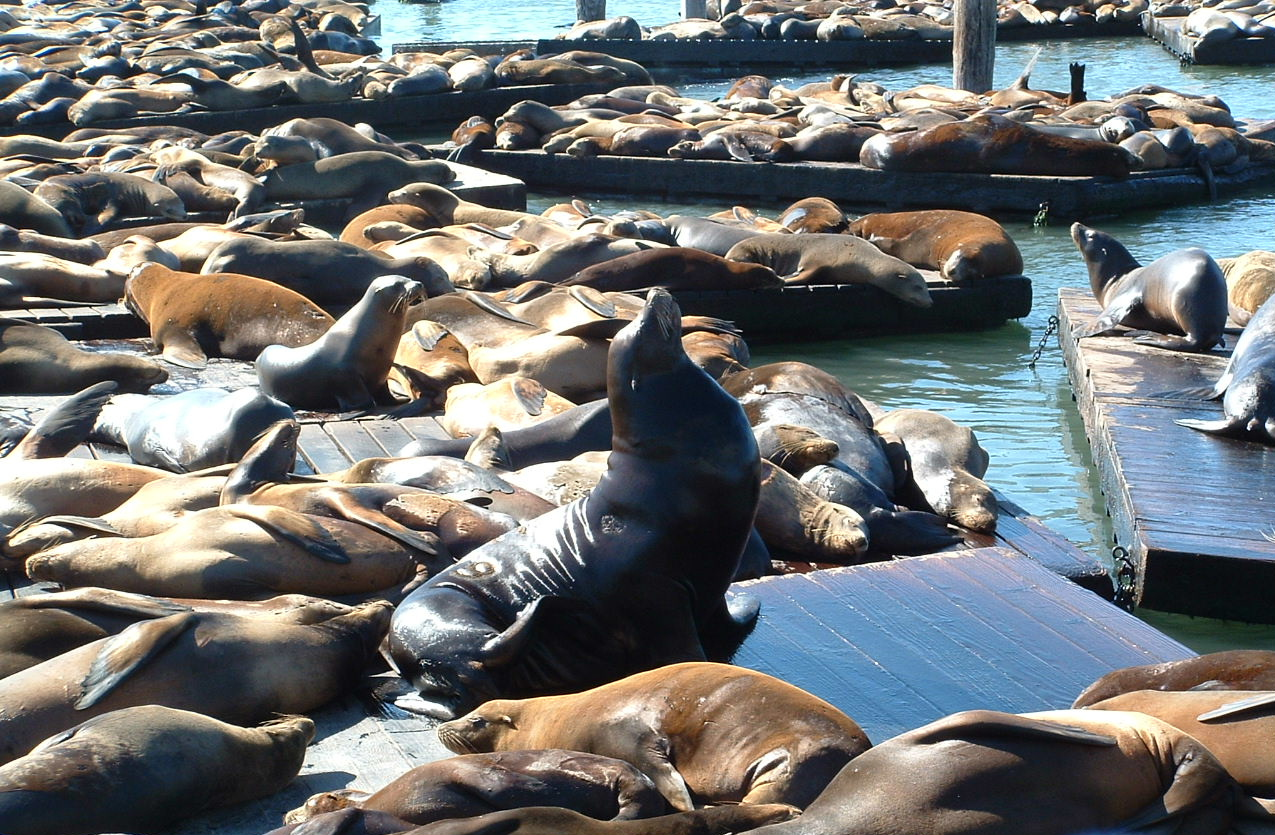
Honderden zeeleeuwen rusten op Pier 39, San Francisco

De Californische zeeleeuw leeft in de kustwateren in het centraaloostelijke gedeelte van de Grote Oceaan. Hij waagt zich zelden verder dan 16 km uit de kust. De soort brengt het grootste deel van zijn leven in het water door, maar komt regelmatig aan land, ook buiten de paartijd. Ze zijn voornamelijk te vinden op rotseilanden en langs zand- of rotsstranden. Soms zijn ze te vinden in beschutte riviermondingen, bij grotten in rotskliffen, en bij jachthavens, pieren en werven.
Deze soort komt langs de westkust van Noord-Amerika voor in twee subpopulaties. Een subpopulaties leeft van de Straat van Georgia, Brits-Columbia (Canada) via Washington, Oregon en Californië (Verenigde Staten) tot het schiereiland Neder-Californië en de Rocas Alijos en een tweede in de Golf van Californië (Mexico). De voortplantingsgebieden liggen op eilandjes in het zuiden van het verspreidingsgebied, op de Californische Kanaaleilanden en in de Golf van Californië. De grootste kolonies zijn te vinden op San Miguel. Buiten de voortplantingstijd zijn de meeste mannetjes te vinden in het noorden van het verspreidingsgebied, terwijl de vrouwtjes zich meer in het zuiden bevinden.
Rond de Galápagoseilanden leeft de verwante Galápagoszeeleeuw (Zalophus wollebaeki). Deze soort wordt, net als de waarschijnlijk uitgestorven Japanse zeeleeuw (Zalophus japonicus), beschouwd als ondersoorten van de Californische zeeleeuw.

## Levensverwachting en natuurlijke bedreigingen
De Californische zeeleeuw wordt gemiddeld vijftien jaar oud. Het record staat op 31 jaar. De belangrijkste natuurlijke vijanden zijn de orka en grotere haaiensoorten als de witte haai, de hamerhaai en de blauwe haai.

## Relatie met de mens

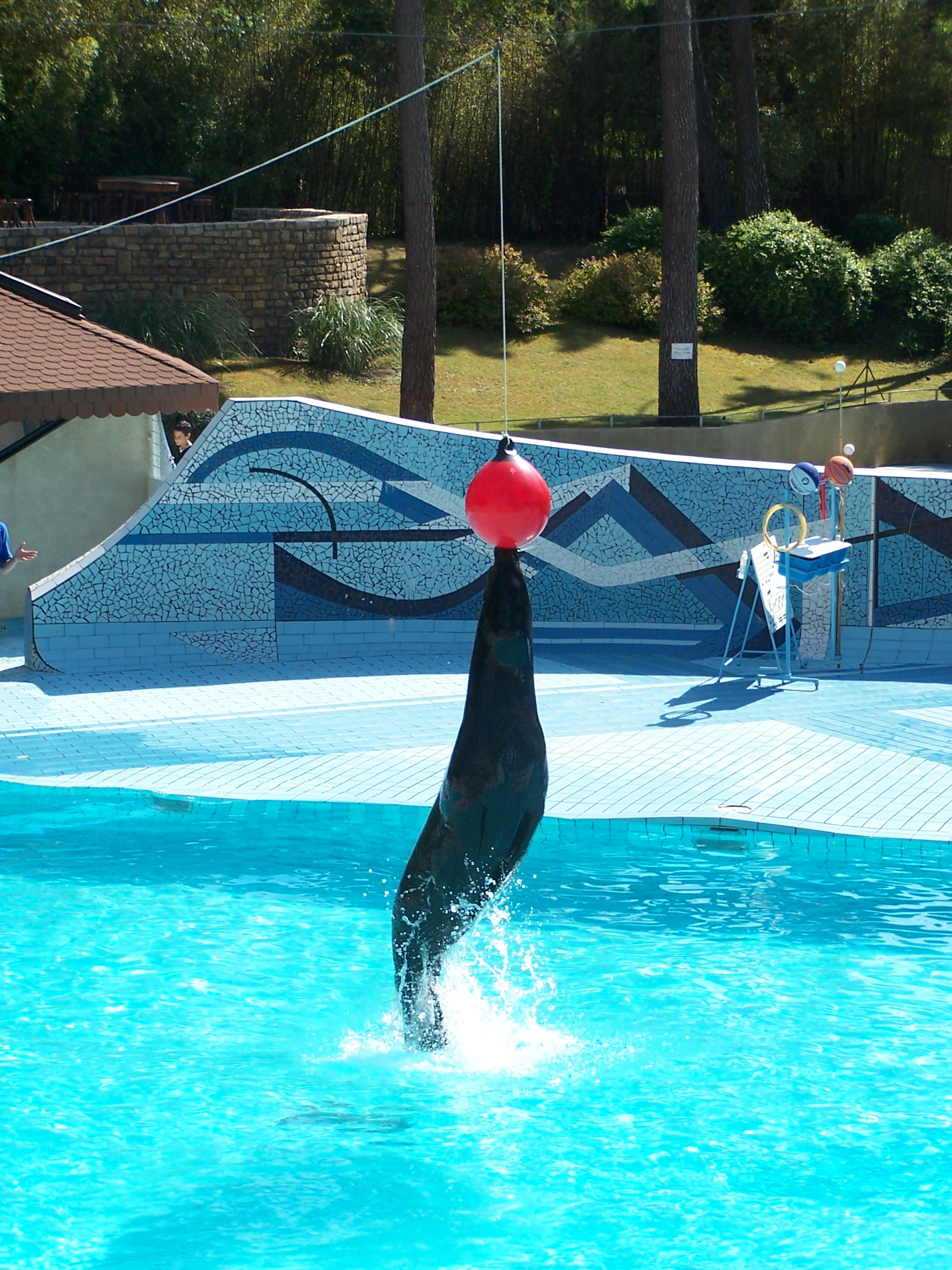
Een zeeleeuw in Zoo de La Palmyre, Frankrijk

De Californische zeeleeuw is een intelligent dier met een goed geheugen, waardoor hij sneller nieuwe gedragingen aanleert. Deze zeeleeuwensoort is daarom ook het meest voorkomend in dierentuinen en dolfinaria. De Californische zeeleeuw is dankzij zijn sterke, beweeglijke snorharen in staat verscheidene voorwerpen te balanceren. Het kan een jaar duren voordat een Californische zeeleeuw een gedraging begrijpt, maar daarna zal hij het altijd foutloos uitvoeren. Californische zeeleeuwen zijn actief, speels en luidruchtig.
Zeeleeuwen worden tegenwoordig ook gebruikt door de Amerikaanse marine bij het opsporen van torpedo's en raketten op de zeebodem.

### Status en bedreiging door de mens
De mens joeg vroeger op de Californische zeeleeuw voor zijn blubber en voor het vlees, dat verwerkt werd in hondenvoer. Tegenwoordig is de soort volledig beschermd in Canada en de Verenigde Staten. De Californische zeeleeuw is niet bedreigd. De populaties werden in 1999 geschat op 204.000 tot 214.000 dieren, en de Californische populatie lijkt zich uit te breiden.
Het belangrijkste probleem voor de Californische zeeleeuw is tegenwoordig afval. Dieren komen terecht in visnetten en verdrinken, of sterven aan diepe wonden, veroorzaakt door netten of ander plastic materiaal dat om hun nek verstrikt raakt. Om zieke en gewonde dieren te verzorgen, is in 1975 het Marine Mammal Center in Californië opgericht, een opvangcentrum voor Californische zeeleeuwen en andere zeezoogdieren.